# Tillandsia fusiformis
Tillandsia fusiformis es una especie de planta epífita dentro del género  Tillandsia, perteneciente a la  familia de las bromeliáceas. Originaria de Colombia, donde se distribuye por Putumayo.

## Taxonomía
Tillandsia fusiformis fue descrita por Lyman Bradford Smith y publicado en Contributions from the United States National Herbarium 29(10): 438, f. 43. 1951.
Etimología
Tillandsia: nombre genérico que fue nombrado por Carlos Linneo en 1738 en honor al médico y botánico finlandés Dr. Elias Tillandz (originalmente Tillander) (1640-1693).
fusiformis: epíteto latíno que significa "fusiforme".